# Racovița (okręg Braiła)
Racovița – wieś w Rumunii, w okręgu Braiła, w gminie Racovița. W 2011 roku liczyła 592 mieszkańców.